# 上加丹加省
上加丹加省（法語：Province du Haut Katanga）是刚果民主共和国南部的一个省，首府卢本巴希，與尚比亞接壤，人口3,960,945（2006年），面積132,425 km²。

## 上加丹加省的镇
- 卢本巴希（Lubumbashi）
- 利卡西（Likasi）